# Parque Estadual Caminho dos Gerais
O Parque Estadual Caminho dos Gerais é uma unidade de conservação de proteção integral da esfera estadual mineira criada em 2007, a área do parque se encontra na Serra Geral no norte mineiro, dentro dos municípios de Espinosa, Gameleiras, Mamonas e Monte Azul. O parque conta com uma riqueza de espécies, várias ameaçadas ou endêmicas, e uma vegetação dos biomas caatinga e cerrado. A riqueza de espécies, a conservação da área, potencial turístico e a demanda das populações locais foram fatores importantes para a criação da unidade de conservação.

## Projeto de restauração de áreas degradadas
Em 2020, iniciou-se um projeto no parque para recuperar 85,4 hectares de áreas degradadas principalmente por atividades de silvicultura, o projeto também está sendo usado para compor possíveis modelos de restauração no parque que possui cerca de 7.316 hectares afetados por silvicultura.